# Wilhelm Schneider-Didam
Wilhelm Schneider-Didam (né le 14 mai 1869 à Altenhundem, mort le 5 avril 1923 à Düsseldorf) est un peintre allemand.

## Biographie
Schneider-Didam suit en 1886-1887 les cours du musée de la ville de Cologne. De 1887 à 1893, il étudie à l'académie des beaux-arts de Düsseldorf auprès de Hugo Crola, Peter Janssen et surtout le portraitiste Julius Roeting. En 1894, il fait sa première exposition à la Galerie Eduard-Schulte de Düsseldorf. Grâce aux portraits de ses collègues artistes, Schneider-Didam a une réputation de portraitiste. Il est membre de l'association Malkasten. Avec Eugen Kampf, il ouvre une école de peinture pour les femmes ; elle a pour élève notamment Sibylle Ascheberg von Bamberg (de).